# Aliança dels Liberals i Demòcrates per Europa
Aliança dels Liberals i Demòcrates Europeus (ALDE) va ser un grup polític del Parlament Europeu d'ideologia liberal, actiu des del 2004 fins al 2019. Estava format per diputats de dos partits: el Partit de l'Aliança dels Liberals i Demòcrates per Europa i el Partit Demòcrata Europeu.
L'ALDE, com d'altres grups europeus, va anar evolucionant el seu nom conforme anava ampliant les tradicions polítiques internes. Des del predecessor Grup de Liberals i Aliats del 1953, a Grup Liberal i Democràtic (LD) de 1976, amb el posterior afegit Grup Liberal i Democràtic Reformista (LDR) al 1985, i finalment com Grup Europeu del Partit Liberal Demòcrata i Reformista (ELDR) al 1994.
El 12 de juny de 2019, es va anunciar que el grup successor en aliança amb La République En Marche! s'anomenaria Renovar Europa.

## Presidents
| President                | President | Inici | Final | Estat               | Partit                                          |
| ------------------------ | --------- | ----- | ----- | ------------------- | ----------------------------------------------- |
| Yvon Delbos              |           | 1953  | 1956  | França              | Partit Radical                                  |
| René Pleven              |           | 1957  | 1968  | França              | UDSR                                            |
| Cornelis Berkhouwer      |           | 1970  | 1973  | Països Baixos       | Partit Popular per la Llibertat i la Democràcia |
| Jean-François Pintat     |           | 1978  | 1979  | França              | Unió per a la Democràcia Francesa               |
| Martin Bangemann         |           | 1979  | 1984  | Alemanya Occidental | Partit Democràtic Lliure                        |
| Simone Veil              |           | 1984  | 1989  | França              | Unió per a la Democràcia Francesa               |
| Valéry Giscard d'Estaing |           | 1989  | 1991  | França              | Unió per a la Democràcia Francesa               |
| Yves Galland             |           | 1992  | 1994  | França              | Unió per a la Democràcia Francesa               |
| Gijs de Vries            |           | 1994  | 1998  | Països Baixos       | Partit Popular per la Llibertat i la Democràcia |
| Pat Cox                  |           | 1998  | 2002  | Irlanda             | Independent                                     |
| Graham Watson            |           | 2002  | 2009  | Regne Unit          | Liberal Demòcrates                              |
| Guy Verhofstadt          |           | 2009  | 2019  | Bèlgica             | Open Vlaamse Liberalen en Democraten            |

## Partits membres
| Estat            | Partit                                           | Partit UE                    | Eurodiputats 2004–2009 | Eurodiputats 2009–2014 | Eurodiputats 2014–2019 |
| ---------------- | ------------------------------------------------ | ---------------------------- | ---------------------- | ---------------------- | ---------------------- |
| Àustria          | NEOS – La Nova Austria                           | ALDE                         | 1 / 18                 | –                      | 1 / 18                 |
| Bèlgica          | Open Vlaamse Liberalen en Democraten             | ALDE                         | 3 / 24                 | 3 / 22                 | 3 / 21                 |
| Bèlgica          | Mouvement Réformateur                            | ALDE                         | 2 / 24                 | 2 / 22                 | 2 / 21                 |
| Bèlgica          | Mouvement Réformateur                            | EDP                          | 1 / 24                 | –                      | 1 / 21                 |
| Bulgària         | Moviment Nacional per l'Estabilitat i el Progrés | ALDE                         | 2 / 18                 | 2 / 18                 | –                      |
| Bulgària         | Moviment pels Drets i les Llibertats             | ALDE                         | 3 / 18                 | 3 / 18                 | 4 / 17                 |
| Croàcia          | Aliança Cívica Liberal                           | ALDE                         | –                      | –                      | 1 / 11                 |
| Croàcia          | Assemblea Democràtica Istriana                   | ALDE                         | –                      | –                      | 1 / 11                 |
| Xipre            | Partit Democràtic                                | ALDE                         | 1 / 6                  | –                      | –                      |
| Txèquia          | ANO 2011                                         | ALDE                         | –                      | –                      | 2 / 21                 |
| Txèquia          | Petr Ježek i Pavel Telička (Independent)         | –                            | –                      | –                      | 2 / 21                 |
| Dinamarca        | Venstre                                          | ALDE                         | 3 / 14                 | 3 / 13                 | 1 / 13                 |
| Dinamarca        | Partit Socioliberal Danés                        | ALDE                         | 1 / 14                 | –                      | 2 / 13                 |
| Estònia          | Partit del Centre                                | ALDE                         | 1 / 6                  | 2 / 6                  | 1 / 6                  |
| Estònia          | Partit Reformista Estonià                        | ALDE                         | 1 / 6                  | 1 / 6                  | 2 / 6                  |
| Finlàndia        | Partit del Centre                                | ALDE                         | 4 / 14                 | 3 / 13                 | 3 / 13                 |
| Finlàndia        | Partit Popular Suec                              | ALDE                         | 1 / 14                 | 1 / 13                 | 1 / 13                 |
| França           | Moviment Demòcrata                               | EDP                          | 7 / 78                 | 5 / 74                 | 2 / 74                 |
| França           | Cap21                                            | Cap                          | –                      | 1 / 74                 | –                      |
| França           | Aliança Cívica per a la Democràcia a Europa      | ALDE                         | 3 / 78                 | –                      | –                      |
| França           | Génération citoyens                              | Cap                          | –                      | –                      | 1 / 74                 |
| França           | Moviment Radical                                 | ALDE                         | –                      | –                      | 2 / 74                 |
| França           | Unió dels Demòcrates i Independents              | EDP (2014–16) ALDE (2016–19) | –                      | –                      | 1 / 74                 |
| Alemanya         | Partit Democràtic Lliure                         | ALDE                         | 7 / 99                 | 12 / 99                | 3 / 96                 |
| Alemanya         | Freie Wähler                                     | EDP                          | –                      | –                      | 1 / 96                 |
| Grècia           | Drassi                                           | Cap                          | –                      | 1 / 22                 | –                      |
| Hongria          | Aliança dels Demòcrates Lliures                  | ALDE                         | 2 / 24                 | –                      | –                      |
| Hongria          | Partit Liberal Hongarès                          | ALDE                         | –                      | –                      | –                      |
| Hongria          | Moviment Momentum                                | ALDE                         | –                      | –                      | –                      |
| Irlanda          | Fianna Fáil                                      | ALDE                         |                        | 3 / 12                 | -                      |
| Irlanda          | Marian Harkin (Independent)                      | EDP                          | 1 / 13                 | 1 / 12                 | 1 / 11                 |
| Itàlia           | La Margherita                                    | EDP                          | 9 / 78                 | –                      | –                      |
| Itàlia           | Itàlia dels Valors                               | ALDE                         | 1 / 78                 | 5 / 73                 | –                      |
| Itàlia           | Aliança per Itàlia                               | EDP                          | 1 / 78                 | 1 / 73                 | –                      |
| Itàlia           | Radicals italians                                | ALDE                         | 2 / 78                 | –                      | –                      |
| Letònia          | Primer Partit de Letònia/Via Letona              | ALDE                         | 1 / 9                  | 1 / 9                  | –                      |
| Letònia          | Unió de Verds i Agricultors                      | EGP (LZP)                    | –                      | –                      | 1 / 8                  |
| Lituània         | Partit del Treball                               | ALDE                         | 5 / 13                 | 1 / 12                 | 2 / 11                 |
| Lituània         | Unió Centrista i Liberal                         | ALDE                         | 2 / 13                 | –                      | –                      |
| Lituània         | Moviment Liberal                                 | ALDE                         | –                      | 1 / 12                 | 1 / 11                 |
| Luxemburg        | Partit Democràtic                                | ALDE                         | 1 / 6                  | 1 / 6                  | 1 / 6                  |
| Països Baixos    | Partit Popular per la Llibertat i la Democràcia  | ALDE                         | 4 / 27                 | 3 / 26                 | 3 / 26                 |
| Països Baixos    | Demòcrates 66                                    | ALDE                         | 1 / 27                 | 3 / 26                 | 4 / 26                 |
| Polònia          | Partit Democràtic                                | ALDE                         | 4 / 54                 | –                      | –                      |
| Polònia          | Paweł Piskorski (Independent)                    | Cap                          | 1 / 54                 | –                      | –                      |
| Polònia          | Marek Czarnecki (Independent)                    | Cap                          | 1 / 54                 | –                      | –                      |
| Portugal         | Iniciativa Liberal                               | ALDE                         | –                      | –                      | –                      |
| Portugal         | Partit Republicà Democràtic                      | EDP                          | –                      | –                      | 1 / 21                 |
| Romania          | Partit Nacional Liberal                          | ALDE                         | 6 / 35                 | 5 / 33                 | –                      |
| Romania          | Aliança de Liberals i Demòcrates                 | ALDE                         | –                      | –                      | 1 / 32                 |
| Romania          | Renate Weber (PNL)                               | ALDE                         | –                      | –                      | 1 / 32                 |
| Romania          | Mircea Diaconu (Independent)                     | ALDE                         | –                      | –                      | 1 / 32                 |
| Eslovàquia       | Moviment per una Eslovàquia Democràtica          | EDP                          | –                      | 1 / 13                 | –                      |
| Eslovènia        | Liberal Democràcia d'Eslovènia                   | ALDE                         | 2 / 7                  | 1 / 8                  | –                      |
| Eslovènia        | Zares - Nova Política                            | ALDE                         | –                      | 1 / 8                  | –                      |
| Eslovènia        | Partit Democràtic dels Pensionistes d'Eslovènia  | EDP                          | –                      | –                      | 1 / 8                  |
| Eslovènia        | Llista de Marjan Šarec                           | ALDE                         | –                      | –                      | –                      |
| Espanya          | Partit Nacionalista Basc                         | EDP                          | 1 / 54                 | 1 / 54                 | 1 / 54                 |
| Espanya          | Partit Demòcrata Europeu Català (CDC)            | ALDE                         | 1 / 54                 | 1 / 54                 | 1 / 54                 |
| Espanya          | Unió, Progrés i Democràcia                       | Cap                          | –                      | 1 / 54                 | 4 / 54                 |
| Espanya          | Ciutadans - Partit de la Ciutadania              | ALDE                         | –                      | –                      | 2 / 54                 |
| Suècia           | Liberals                                         | ALDE                         | 1 / 19                 | 3 / 20                 | 2 / 20                 |
| Suècia           | Partit de Centre                                 | ALDE                         | 1 / 19                 | 1 / 20                 | 1 / 20                 |
| Regne Unit       | Liberal Demòcrates                               | ALDE                         | 11 / 78                | 12 / 73                | 1 / 73                 |
| Total ALDE Party | Total ALDE Party                                 | Total ALDE Party             | 70                     | 74                     | 56                     |
| Total EDP        | Total EDP                                        | Total EDP                    | 26                     | 10                     | 8                      |
| Total Altres     | Total Altres                                     | Total Altres                 | 4                      | 1                      | 4                      |
| Total            | Total                                            | Total                        | 100                    | 85                     | 68                     |